# 나는 될놈이다
<나는 될놈이다>는 글쓰는기계가 지은 웹소설이다. 카카오페이지에서 2017년 6월 16일부터 2021년 12월 18일까지 연재되었고, 총 1801화로 외전을 제외한 본편이 완결되었다. 현재는 네이버 시리즈와 리디북스 등 타 플랫폼에서도 감상할 수 있다. 또한 카카오페이지에서 웹툰화가 진행되어 현재 시즌3이 연재중이다. 외전은 2021년 12월 19일부터 2022년 1월 16화까지 연재되어 총 25화로 완결되었다.

## 개요
작가 '글쓰는기계'가 집필한 대한민국의 게임판타지 웹소설이다.
소설은 2017년 6월 16일에 카카오페이지에서 연재를 시작해 2021년 12월 18일에 완결되었다. 총 1801화로 본편이 완결되었으며 네이버 시리즈에서도 감상할 수 있다. 그리고 웹툰으로 만들어져서 카카오페이지에서 매주 화요일에 연재되고 있는 중이다.
카카오페이지에서 달성한 조회수는 2.1억회이며 댓글은 12.8만개가 달렸다. 

## 줄거리
처음부터 평범하게 강한 직업은 키워봤자 재미가 없잖아? 약한 직업을 키워야 재미가 있지! 
타고난 축복 받은 재능!
그러나 변태 같은 취향!
스스로 어려운 길을 고르려고 했지만
세상은 그를 가만히 두지 않았다!
"뭔 전설 직업이야? 싫어, 인마! 취소! 취소!"
뭘 해도 될놈은 된다. 될놈 김태현의 게임 정복기!

## 등장인물
- 김태현
- 케인(김덕수)
- 이다비
- 유지수
- 정수혁
- 사유(최상윤)

1. ↑  글쓰는기계. “나는 될놈이다”. 2023년 6월 19일에 확인함.